# アーレイ・バーク (ミサイル駆逐艦)
アーレイ・バーク (英語: USS Arleigh Burke, DDG-51)は、アメリカ海軍のミサイル駆逐艦。アーレイ・バーク級ミサイル駆逐艦のネームシップ。第15代アメリカ海軍作戦部長アーレイ・バーク大将に因んで命名された、命名時に存命の人名が命名された数少ない米海軍艦艇の一隻。バーク大将はアメリカ海軍で最も有名な提督の一人であり、就役式典に出席している。

## 艦歴
1988年12月6日にメイン州バスのバス鉄工所で起工。1989年9月16日アーレイ・バーク夫人によって進水、1991年7月4日に就役した。
就役後、しばらくは試験が続けられたが、1993年から初期作戦能力を獲得し、アドリア海へ展開している。2003年のイラク戦争においては、トマホーク巡航ミサイルをイラク領内へ発射している。
2010年8月、ヴァージニア州のBAE Systems Electronics, Intelligence & Supportのドックに入り、近代化改修を受ける。システムの機能向上と、40年への延命が図られた。
2014年9月23日、ISILに対する軍事介入に参加。紅海からシリア国内の目標に対しトマホークを発射した。

## 命名時に存命の人名を付けた米軍艦船
- カール・ヴィンソン(USS Carl Vinson, CVN-70)
- アーレイ・バーク(USS Arleigh Burke, DDG-51)
- ジミー・カーター(USS Jimmy Carter, SSN-23)
- ロナルド・レーガン(USS Ronald Reagan, CVN-76)
- ハイマン・G・リッコーヴァー(USS Hyman G. Rickover, SSN-709)
- ボブ・ホープ(USNS Bob Hope, T-AKR-300)
- ジョージ・H・W・ブッシュ(USS George H. W. Bush, CVN-77)
- ニッツェ (USS Nitze, DDG-94)
- ガブリエル･ギフォーズ(USS Gabrielle Giffords, LCS-10)